# Giuseppe Peruchetti
Giuseppe Peruchetti (Gardone Val Trompia, Provincia de Brescia, Italia, 30 de octubre de 1907 - Gardone Val Trompia, Provincia de Brescia, Italia, 21 de mayo de 1995) fue un futbolista y director técnico italiano. Se desempeñaba en la posición de guardameta.

## Selección nacional
Fue internacional con la selección de fútbol de Italia en 2 ocasiones. Debutó el 17 de mayo de 1936 en un encuentro amistoso ante la selección de Austria que finalizó con marcador de 2-2.

## Clubes

### Como futbolista
| Club           | País   | Año         |
| -------------- | ------ | ----------- |
| Boifava        | Italia | 1926 - 1927 |
| Villa Cogozzo  | Italia | 1927 - 1928 |
| Brescia Calcio | Italia | 1928 - 1936 |
| Inter de Milán | Italia | 1936 - 1940 |
| Juventus F. C. | Italia | 1941 - 1944 |

### Como entrenador
| Club           | País   | Año         |
| -------------- | ------ | ----------- |
| Inter de Milán | Italia | 1940 - 1941 |
| Reggina Calcio | Italia | 1948 - 1950 |

## Palmarés

### Como futbolista

#### Campeonatos nacionales
| Título      | Club           | País   | Año     |
| ----------- | -------------- | ------ | ------- |
| Serie A     | Inter de Milán | Italia | 1937-38 |
| Copa Italia | Inter de Milán | Italia | 1938-39 |
| Serie A     | Inter de Milán | Italia | 1939-40 |
| Copa Italia | Juventus F. C. | Italia | 1941-42 |